# Фесенко, Евгений Евгеньевич
Евге́ний Евге́ньевич Фесе́нко (род. 29 марта 1939, Ростов-на-Дону) — советский и российский биофизик, специалист в области рецепции, внутриклеточной сигнализации и электромагнитобиологии, директор Института биофизики клетки РАН, член-корреспондент РАН (с 2000 года), профессор, член Европейской Академии (с 1993 года).

## Биография
В 1962 году закончил физико-математический факультет Ростовского государственного университета.
С 1962 года работал в Институте биологической физики АН СССР. Занимался исследованиями в области фотохимии белка, в частности, механизмов фотоокисления ароматических аминокислот, изучал фотохимию зрительных пигментов. По результатам этих работ в 1968 году защитил диссертацию на соискание степени кандидата физ.-мат.наук. С 1980 года возглавлял Лабораторию биофизики рецепции.
В 70-е годы занимался изучением молекулярных механизмов фоторецепции и обонятельной рецепции. Показал медиаторную роль циклического гуанозинмонофосфата в возбуждении фоторецетора, объяснил низкий уровень шума фоторецепторной клетки, позволяющий детектировать отдельные кванты света. Выделил и охарактеризовал мембранные гликопротеиды с высоким сродством к пахучим веществам, определил их субъединичное строение.
В 1979 году защитил диссертацию на соискание степени доктора биологических наук на тему: «Первичные процессы рецепции запаха и света».
Совместно с сотрудниками выделил и идентифицировал антиоксидант — секреторный 28 кДа пероксиредоксин, защищающий клетки от активных форм кислорода.
С 1983 года — заместитель директора, а с 1987 года по 1990 год — директор Института биологической физики АН СССР.
С 1991 года — директор Института биофизики клетки.

## Направления работ
В последние годы им проведён цикл работ, объясняющих природу регуляции ионных каналов под действием ЭМИ и открывающих возможности для определения последовательности событий от поглощения квантов ЭМИ до генерации клеточного ответа.
Автор и соавтор более 200 публикаций. Материалы работ Е. Е. Фесенко вошли в учебники по биофизике и молекулярной биологии. Под руководством Е. Е. Фесенко выполнено три докторских и пятнадцать кандидатских диссертаций.
С 1987 года — главный редактор журнала «Биофизика», член редколлегии журнала «Физико-химическая биология и медицина». С 1987 по 1993 гг. член комиссии IUPAB, сопредседатель комиссии по биофизике IUPAB. С 1987 года — зам. председателя Научного совета РАН по биофизике РАН. Председатель специализированного совета по защите диссертаций на соискание ученой степени доктора наук при Институте биофизики клетки РАН.
С 1997 по 2001 гг.- зам. председателя президиума Научного центра биологических исследований РАН.
Е. Е. Фесенко возглавляет Учебно-научный центр «Биология клетки» в Пущинском ГУ.

## Награды
Награждён орденом «Знак Почёта» и медалями, среди которых медаль ордена «За заслуги перед Отечеством» II степени.